# Improvisation
Improvisation er en skabende handling, hvor resultatet ikke er bestemt på forhånd, men bliver skabt på stedet.
Improvisation som metode spiller en stor rolle i flere kunstformer som musik, teater og dans.

## Musik
Inden for musikken er den traditionelle form for improvisation at spille en variation på et bestemt antal takter i et musikstykke uden forlæg. I mange musikgenrer er det temaets længde, der bestemmer, hvor mange takter, der improviseres. Improvisation giver solisten mulighed for at give musikken sit personlige udtryk og vise sin tekniske kunnen.
I nyere tid er der opstået flere musikformer, hvor improvisation spiller en større rolle og kan endda være 100% kollektiv improvisation. Improvisation kendes fra klassisk musik, jazz, funk, fusion, blues, scratching og raga.
Et impromptu er et musikstykke i komponeret fri form og giver indtryk af at være improviseret.

### Improvisation i den klassiske musik
I renæssancen var improvisation på tangentinstrumenter højt værdsat, og formen "tema med variationer" udviklede sig fra begyndelsen af 1500-tallet, ofte med improviserede variationer.
Af kendte klassiske komponister, der improviserede, kan nævnes Johann Sebastian Bach, Wolfgang Amadeus Mozart, Frédéric Chopin, Franz Liszt, César Franck, Charles Tournemire, Marcel Dupré, Pierre Cochereau, Pierre Pincemaille, m.fl. I Danmark var bl.a. C.E.F. Weyse, Friedrich Kuhlau og Niels Viggo Bentzon anerkendte som improvisatorer.
Indtil omkring år 1900 var improvisation meget udbredt blandt klassiske musikere inden for alle instrumentgrupper. I dag er improvisation mest udbredt blandt organister, både til gudstjeneste- og koncertbrug.. Cd-udgivelser af improviseret ny klassisk musik er sjældne men forekommer på album som Like a Flame af komponisten/organisten Frederik Magle og Synesthesia & Metropolis med Ensemble MidtVest og Carsten Dahl.

### Improvisation i jazzmusik
Inden for jazzen har improvisation en meget central rolle og giver instrumentalisten en hovedrolle, da alle musikere i et jazzband i princippet kan improvisere.
Kendte instrumentalister inden for jazzen: 
- Louis Armstrong (trompet),
- Dizzy Gillespie (trompet),
- Miles Davis (trompet),
- Django Reinhardt (guitar),
- Duke Ellington (piano),
- Oscar Peterson (piano),
- Charlie Parker (saxofon),
- John Coltrane (saxofon),
- Buddy Rich (trommer)
- Niels-Henning Ørsted Pedersen (bas).

### Improvisation i free jazz
I free jazzen spiller improvisationen en endnu større rolle, da de formelle strukturer her spiller en mindre rolle. Ofte arbejdes med ideen kollektiv improvisation, hvor det ikke er en enkelt instrumentalist, der er i fokus, men hvor alle musikere spiller en ligeværdig rolle.
Eksempler på toneangivende instrumentalister inden for free jazzen:
- Peter Brötzman (saxofon)
- Ornette Coleman (saxofon)
- Derek Bailey (guitar)
- Cecil Taylor (piano)

### Ren improviseret musik

#### European Improvised Music
Med afsæt i free jazzen er der fra 1980'erne hovedsageligt i Europa udviklet en 100 % improviseret musikform, der oftest bliver refereret til som European Improvised Music. Musikken er som regel atonal eller helt uden tonalitet. Alternative teknikker til frembringelse af lyd på instrumenterne spiller en stor rolle i denne musik, ligesom musikken i mindre grad end free jazzen, bærer præg af at være drevet af den rytmiske intensitet.

#### Intuitiv musik
Intuitiv musik er en musikform introduceret af Karlheinz Stockhausen. Den fremføres oftest af klassisk uddannede musikere.

### Elektronisk/laptop-musik
Fra ca. år 2000 er der sket en sand eksplosion af musik skabt af instrumentalister, der bruger den bærbare computer eller andet elektronisk udstyr som instrument. Denne musik er oftest helt eller delvist improviseret.

### Improvisation i andre musikformer
Af andre musikformer, hvor improvisation spiller en væsentlig rolle, kan bl.a. nævnes den klassiske indiske musik.

## Teater
Improvisation i teater forekommer både planlagt og uplanlagt.
Uplanlagt improvisation kan for eksempel opstå, når en skuespiller har glemt sin replik. Han/hun kan enten selv improvisere, til hukommelsen vender tilbage, eller en medspiller kan opfatte situationen og improvisere, til den første kommer i tanker om sin replik.
Planlagt improvisation kan igen opdeles i to former: Spontan og forberedt improvisation.
Den spontane improvisation kan for eksempel opstå, når en skuespiller opfatter, at en situation virker godt i samspillet med publikum. Han/hun kan derfor ved at improvisere trække denne situation længere ud. Det kendes ikke mindst fra humoristiske genrer som revy og stand-up. I Danmark var en stor skuespiller som Dirch Passer kendt for at bruge sine komiske virkemidler til mange improvisationer. En særlig sport – som også Passer dyrkede – kan være med improvisation at forsøge at "genere" sine medspillere, så de taber masken.
Teatersport søger at sætte spontan improvisation i system, idet grundtanken er at stille skuespillerne over for nye og ukendte situationer og lade dem improvisere herfra. Resultatet heraf bliver ofte ret morsomt, hvilket har givet genren stor popularitet – i Danmark blandt andet kendt fra en række tv-udsendelser med titler som Så hatten passer med skuespillere som Niels Olsen, Søren Østergaard og Søren Hauch-Fausbøll. Et andet eksempel på improvisationsbaseret comedy er programmet Hotel Zimmerfrei med Specialklassen, der blev sendt efteråret 2012 på DR2.

## Dans
Kontaktimprovisation er en improviseret danseform skabt af Steve Paxton.

## Poesi

### Digte
Begrebet improvisation i forbindelse med digtning kan umiddelbart lyde som en fejl. Imidlertid skal man være opmærksom på, at meget af den tidlige digtning i stort omfang blev formidlet mundtligt. Således er der teorier om, at den tidlige germanske digtning er nedfældning på pergament af improviserede mundtlige fremførelser af værker især på versform.
Alternativt kan der være tale om værker, der har udviklet sig mundtligt, hvor man må forestille sig, at skjaldene indimellem har justeret på fremførelsen. Det kan dels skyldes, at han havde glemt passager af den "rigtige" tekst og derfor måtte finde på noget andet, der kunne få fremførelsen til skride fremad, dels at han undervejs fandt frem til forbedringer af det forlæg, han havde. I begge tilfælde har både værket og sproget udviklet sig til glæde for de digtere, der frembragte originalværket.
Senere eksempler omfatter for eksempel Holger Drachmann, der skrev Improvisation ombord, og J.H. Wessel, der skrev impromptuer over Tandpine o.a.

### Freestyle rap
Freestyle rap er en stilart, hvor teksten i rappen er improviseret.

## Improvisation i hverdagen
I dagligdagen kan man  bruge improvisation. Det kan ske i arbejdssammenhæng, hvis de normale arbejdsrutiner ikke rækker. Eller i trafikken, hvis den kendte rute er spærret, og man ikke har kort og/eller GPS-udstyr til rådighed. Også her må man improvisere. Mennesker kan have større eller mindre evner til at improvisere i sådanne situationer, og hvis man tænker på erhvervslivet, er begrebet "omstillingsparathed", som er blevet et modeord de senere år, netop et udtryk for evner til at improvisere i jobbet.
Et andet begreb, der kan sidestilles med improvisation, er intuition, som kan være nyttig, når man står i ukendte situationer.